# Attentat du 13 février 2025 à Munich
 (mars 2025).
L’attentat du 13 février 2025 à Munich est une attaque à la voiture-bélier, d'un automobiliste fonçant sur une foule de personnes lors d'une manifestation organisée par le syndicat Ver.di, blesse trente neuf personnes dont deux très grièvement, une mère d'origine algérienne et sa fille succombant à leurs blessures deux jours après le drame.
L'attentat à la voiture bélier a été commis par un Afghan, dont la demande d’asile avait été rejetée en 2020. Selon les autorités, l'auteur de l'attentat aurait eu des motivations « religieuses » et « islamistes ».

## Contexte
Le 13 février, le Syndicat unifié des services (Ver.di) avait appelé les employés municipaux à la manifestation pour réclamer une augmentation de salaire et trois jours de congé supplémentaires. De nombreux établissements publics s’étaient mobilisés, tels que les hôpitaux, les agents d’entretien des rues, les piscines et les crèches. Ver.di, dont le cortège a été ciblé par le terroriste, est né au début de l’année 2001 de la fusion de cinq syndicats. Il est membre de la Confédération allemande des syndicats (DGB), et compte parmi les plus grandes fédérations syndicales du monde avec environ 2 millions d’adhérents. Ver.di est en première ligne des négociations syndicales des nombreuses branches et professions qu’il représente.
L'attaque s'est produite peu avant la Conférence de Munich sur la sécurité, un événement qui a attiré des personnalités internationales telles que le vice-président américain JD Vance et le président ukrainien Volodymyr Zelensky. Bien que les responsables aient indiqué que l’incident n’était pas lié à la conférence, l'attaque a intensifié les discussions sur les politiques de sécurité et de migration, notamment à la lumière des prochaines élections fédérales allemandes de 2025. 
Il s’agit du cinquième crime terroriste commis en Allemagne en l’espace de sept mois. Il survient alors que plusieurs Afghans ont été depuis peu impliqués dans des actes de violence ayant choqué l’Allemagne. Cet événement marque également la troisième attaque perpétrée par un demandeur d'asile en Allemagne en trois mois, alimentant davantage les débats politiques sur l'immigration et la sécurité publique,.

## Déroulement des faits
Vers 10 h 30, une Mini Cooper blanche s'est approchée d'un véhicule de police qui surveillait une manifestation organisée par le syndicat des services Verdi, près de la gare centrale de Munich. La voiture a contourné le véhicule de police et a foncé dans la foule des manifestants,. Selon une version antérieure, le suspect, identifié comme un demandeur d'asile afghan de 24 ans, indiquait que Farhad N. était « connu de la police » en raison de plusieurs incidents de vol à l’étalage. Il s’avère désormais qu’il s’agissait d’un malentendu. Selon le ministre bavarois de l’Intérieur, Herrmann, l’homme a été impliqué dans plusieurs procès pour vol à l’étalage. Cependant : « Il n’était pas lui-même suspect, mais il était témoin. ».
Selon la police, le conducteur de la voiture s'est approché de la manifestation par l'arrière, a dépassé une voiture de police, a accéléré et a percuté l'arrière de la manifestation. Un policier a tiré une fois sur le véhicule pour l'arrêter. Le suspect n'a pas été blessé et a été arrêté immédiatement après le crime.
Lors de son arrestation, le suspect aurait crié « Allahu Akbar » selon la procureure générale du parquet de Munich. Il a également partagé des publications religieuses sur ses réseaux sociaux avant son acte terrible. Mercredi 12 février 2025, un jour avant l’attaque, il avait écrit : « Ô Allah, protège-nous toujours », avec l’émoji de la Kaaba, le lieu saint islamique. Quelques heures avant le crime, il avait également partagé une vidéo dans laquelle il aurait fait face à la mort ou il dit : « Quand le châtiment s’approche du défunt de n’importe quelle direction, ses prières montent la garde d’en haut et déclarent qu’il n’est pas permis de venir de cette direction. » Et plus loin : « Allah a dit : « Quand un serviteur croyant, pieux ou assidu est déposé dans la tombe, une prière est dite sur sa tête. » Le suspect a par ailleurs admis avoir délibérément foncé sur la foule.

## Victimes
L'incident a fait au moins 39 blessés, dont des enfants, et plusieurs personnes ont été grièvement blessées ainsi qu’un des syndicalistes ayant organisé le rassemblement. Les services d'urgence sont rapidement intervenus auprès des victimes et leur ont fourni l'assistance médicale nécessaire.
Amel, une femme âgée de 37 ans, et sa fille Hafsa, âgée de deux ans, succombent à leurs blessures deux jours après le drame.

## Enquête
Selon Gabrielle Tillmann, une représentante du parquet, le suspect « a reconnu avoir percuté volontairement les participants à la manifestation et a pour cela donné une raison que je résumerais comme une motivation religieuse ».
Le 14 février, le suspect a été présenté à un juge, qui a ordonné sa mise en examen. Il a été transféré dans un établissement pénitentiaire.

### Profil de l'auteur
Le principal suspect se nomme Farhad Nouri, né en 2001 à Kaboul, en Afghanistan. Il est arrivé en 2016 en Allemagne à l’âge de 15 ans. En février 2017, il demande l'asile. Sa demande d’asile est rejetée par les services de l’immigration. Néanmoins, il demeure « toléré » en tant que résident, notamment en raison du fait qu’il affirme avoir un travail, principalement celui de vigile. Le refus de sa demande a été motivé par la découverte du fait qu'il avait déjà formulé une demande en Italie. L'adolescent fait alors appel de cette décision devant le tribunal administratif. Après 3 ans de procédure, sa demande d'asile est de nouveau refusée .
L'homme reste néanmoins en Allemagne dans des conditions tolérées. En octobre 2021, il recevra un permis de séjour et de travail jusqu'en octobre 2023. Les autorités de l'immigration ont également mené avec lui deux « entretiens de politique de sécurité ». Après l'expiration du permis de travail et de séjour, celui-ci sera prolongé par certificat fictif jusqu'au 22 avril 2025.
Selon la police, il s'était déjà fait connaître des autorités pour des délits liés à la drogue. Il s’était fait connaître aussi sur les réseaux sociaux comme culturiste, après avoir participé à plusieurs compétitions en Bavière. Il avait un « style de vie occidental » selon la chaîne de télévision Welt.
Les autorités ont fait état d’une « orientation islamiste » et d’une « motivation religieuse » de la part du suspect,. Ce dernier a crié « Allah Akbar ! » (« Dieu est grand ! ») après son arrestation par les policiers. 

## Réactions
Le ministre-président bavarois Markus Söder a qualifié l'incident de possible « attentat », soulignant la gravité de la situation. Le maire de Munich, Dieter Reiter, s'est dit profondément choqué et préoccupé par le sort des victimes, soulignant que des enfants faisaient partie des blessés dont une petite fille de deux ans. Les autorités ont confirmé qu'un coup de feu avait été tiré lors de l'arrestation du suspect, mais ont précisé que l'individu ne représentait plus une menace.
Le chancelier fédéral Olaf Scholz demande l'expulsion de l'assaillant. Le vice-chancelier Robert Habeck exige une analyse approfondie des événements.
L'attentat polarise davantage la campagne des élections fédérales. Le fait que la demande d’asile de l'auteur de l'attaque ait été rejetée par les services de l’immigration, mais qu'il ait pu demeurer en Allemagne suscite une vive controverse politique. Les partis d’opposition de droite et d’extrême droite se saisissent de ce fait, pour dénoncer le « laxisme », selon eux, du cabinet Scholz. 
Le favori des élections, Friedrich Merz (CDU), promet de remettre de « l’ordre » dans la politique migratoire, voulant fermer les frontières à tous les étrangers sans documents valides, y compris les demandeurs d’asile. Alice Weidel, la dirigeante d'Alternative pour l’Allemagne (AfD), exige un « tournant migratoire », affirmant que le jeune Afghan ne serait avec son parti « jamais entré » sur le sol allemand. En réponse à l'attaque, le chef du groupe parlementaire CSU, Alexander Dobrindt, se prononce en faveur de déportations vers l'Afghanistan, déclarant que « tous les leviers doivent être utilisés pour imposer les déportations vers l’Afghanistan et la Syrie ». Le vice-président du groupe parlementaire du Parti social-démocrate d'Allemagne (SPD), Dirk Wiese, insiste également sur des vols d'expulsion : « Notre objectif doit être de permettre des vols directs vers l’Afghanistan pour rapatrier les demandeurs d’asile qui sont obligés de quitter le pays. »